# 鎌倉十井
←鎌倉十井（かまくらじっせい）は、鎌倉の観光名所とされた良質な水が湧いたり、伝説が残ったりしている井戸である。江戸時代に『新編鎌倉志』で選定された。
鎌倉十井とされたのは以下の10の井戸である。
- 鉄ノ井[1]（雪ノ下・小町通り）
- 底脱ノ井（扇ガ谷・海蔵寺）
- 泉ノ井[2]（扇ヶ谷）
- 銚子ノ井（名越、別名「石ノ井」[3]）
- 星ノ井（坂ノ下・虚空蔵堂、別名「星月夜ノ井」[4]）
- 六角ノ井（材木座、別名「矢の根ノ井」）
- 瓶ノ井[5]（山ノ内・明月院、別名「甕ノ井」）
- 甘露ノ井[6]（山ノ内・浄智寺）
- 棟立ノ井[7]（二階堂・覚園寺、別名「破風ノ井」）
- 扇ノ井[8]（扇ヶ谷）

鎌倉にはこの他にも鎌倉五名水とされる、観光名所として定められた井戸水や湧き水が存在する。

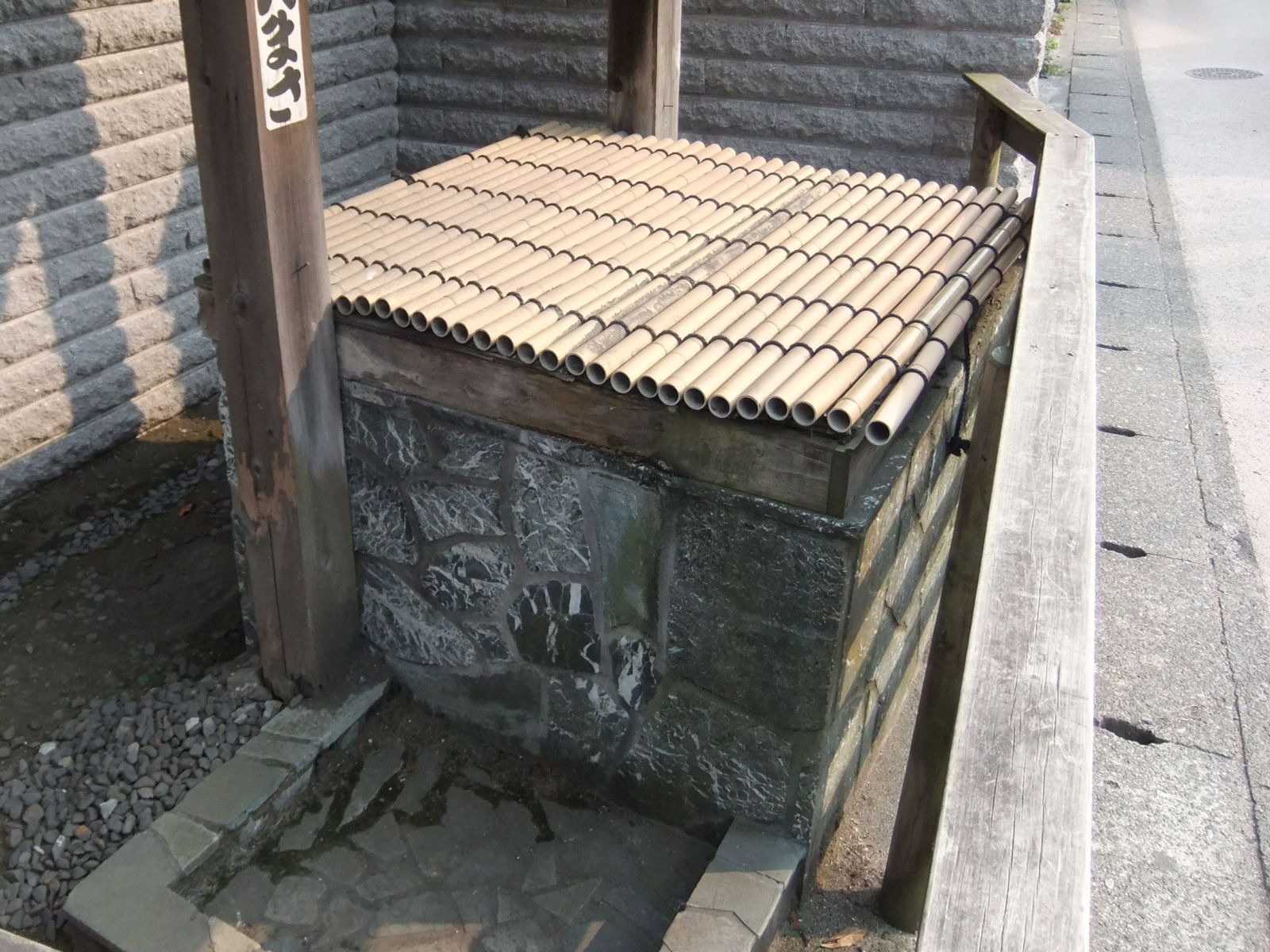
鉄ノ井
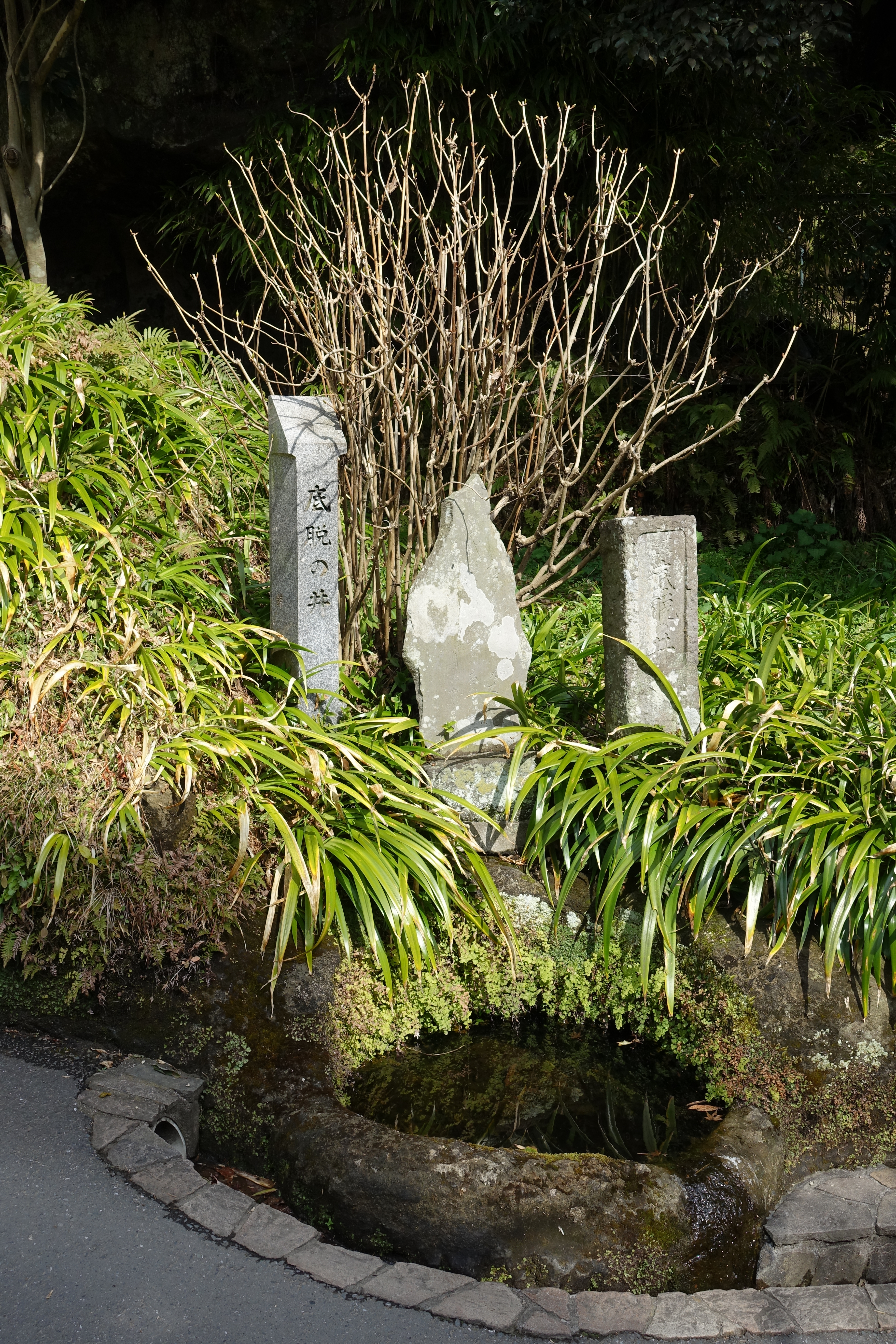
底脱ノ井（海蔵寺）
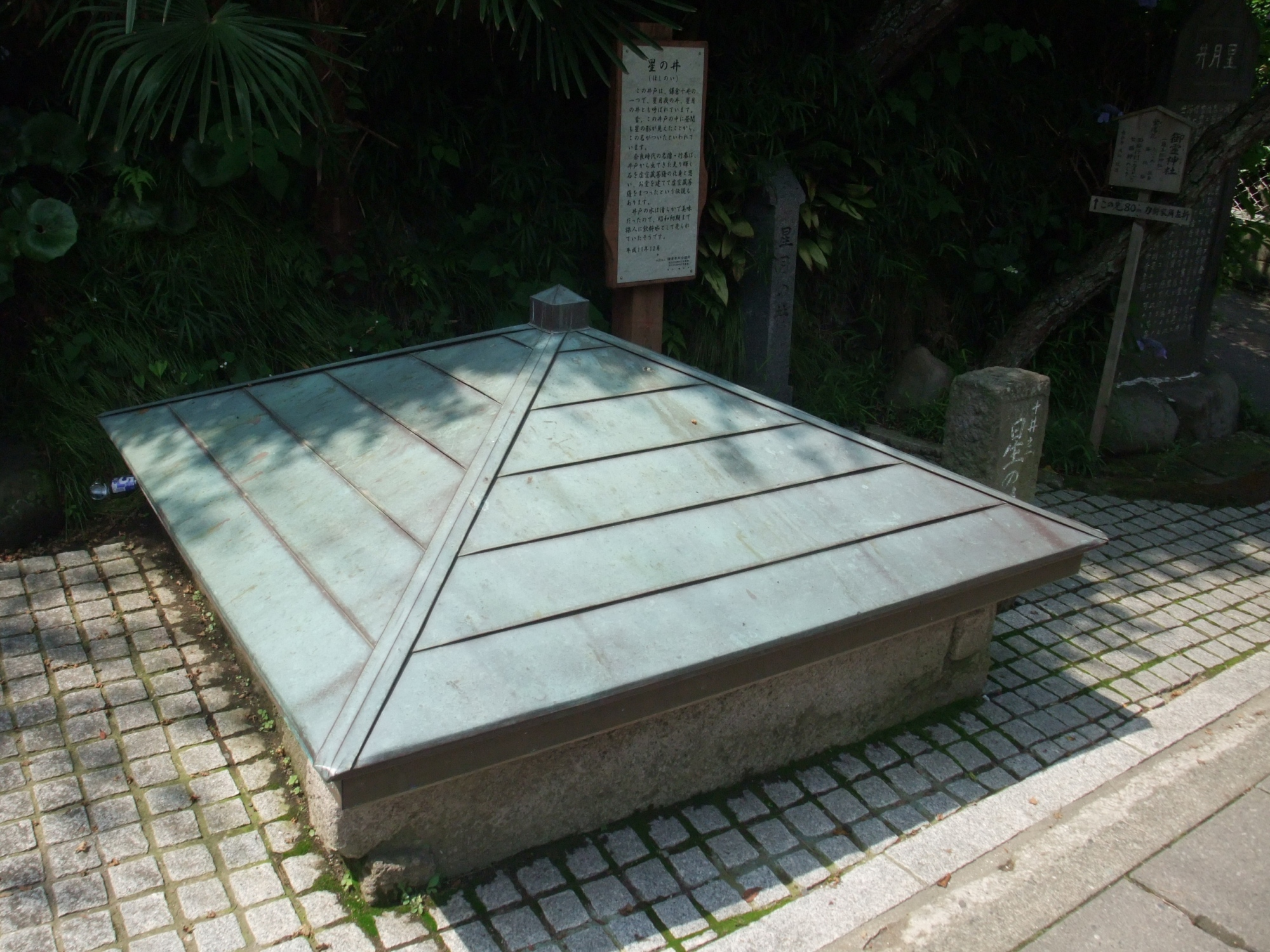
星ノ井